# Округ Ричланд (Охајо)
Округ Ричланд (енгл. Richland County) је округ у америчкој савезној држави Охајо.

## Демографија
По попису из 2010. године број становника је 124.475, што је 4.377 (-3,4%) становника мање него 2000. године.
| Група             | 2000.           | 2010.           |
| Белци             | 112.910 (87,6%) | 107.726 (86,5%) |
| Афроамериканци    | 12.151 (9,4%)   | 11.709 (9,4%)   |
| Азијати           | 656 (0,5%)      | 808 (0,6%)      |
| Хиспаноамериканци | 1.200 (0,9%)    | 1.732 (1,4%)    |
| Укупно            | 128.852         | 124.475         |